# Edelweiss (grattacielo)
 L'Edelweiss (in russo Эдельвейс?) è un grattacielo a Mosca, a Russia.

## Caratteristica
La torre si erge per 157 metri con una guglia che si estende per ulteriori 19 metri. L'edificio è stato progettato per essere un edificio gemello delle Sette Sorelle e condivide un concetto di design simile con il Triumph-Palace. Edelweiss è il primo progetto del programma "The New Circle of Moscow", in cui una sessantina di complessi residenziali multiuso saranno costruiti su terreni intorno alla città approvati dal Comitato di architettura di Mosca.
Le strutture ricreative intorno al complesso includono un parco acquatico attrezzato con vasche idromassaggio, scivoli d'acqua, un solarium, una palestra, una sala bowling a dieci piste e varie sale da biliardo.